# Domitianus van Hoei
De heilige Domitianus, ook wel Domitianus van Hoei of Domitianus van Maastricht (overleden te Hoei of Maastricht, ca 560) was volgens de overlevering de elfde bisschop van Maastricht. Omdat de bisschopszetel van het bisdom Tongeren-Maastricht later naar Luik werd overgebracht en de bisschoppen zich nog lang 'bisschop van Tongeren' bleven noemen, geldt hij tevens als de twintigste bisschop van Tongeren-Maastricht-Luik. Zijn feestdag wordt op 7 mei gevierd. Domitianus wordt aangeroepen als schutspatroon tegen koorts.

## Levensbeschrijving en legendes
De laat-10e-eeuwse kroniekschrijver Heriger van Lobbes is de eerste die de heilige Domitianus vermeldt als bisschop van Tongeren en Maastricht, vier eeuwen na diens dood. Domitianus was volgens Heriger een tijdgenoot van de Merovingische koning Childebert I, die regeerde van 511 tot 558. De oude civitas-hoofdstad en bisschopsstad Tongeren zou in die dagen grotendeels in puin hebben gelegen en Domitianus kwam daarom vaak naar Maastricht om er te bidden op het graf van zijn voorganger uit de vierde eeuw, de heilige Servatius. Volgens Heriger overleed hij in Hoei en werd aldaar begraven in de Onze-Lieve-Vrouwkerk.
Heriger vermeldde tevens dat Domitianus het 5e Concilie van Orléans bezocht in 549, waar hij stelling nam tegen ketters. Deze vermelding wordt bevestigd door de acta van het concilie, die door Domitianus als "bisschop van Tongeren" werden ondertekend. Heriger verzuimde te vermelden dat Domitianus veertien jaar eerder had deelgenomen aan het Concilie van Clermont (535). Hier ondertekende hij als "bisschop van de Tongeren te Maastricht", waaruit afgeleid zou kunnen worden dat hij in 535 te Maastricht resideerde.
De Vita Domitiani uit de tweede helft van de elfde eeuw verhaalt hoe ene Wiligisus (mogelijk Willigis, ca. 940-1011, aartsbisschop van Mainz) zowel de relieken van Servatius te Maastricht, als die van Domitianus te Hoei verhief.
Op 8 juni 1173 werden de relieken van Domitianus opnieuw verheven door ze uit het graf weg te nemen en in een reliekschrijn te plaatsen (een elevatio). Dit stond in de middeleeuwen gelijk met een heiligverklaring. Daarna pas wordt de eerste vita van Domitianus geschreven. Daarin werden allerlei 'feiten' aan zijn levensbeschrijving toegevoegd, onder andere dat hij de zoon van de graaf van Keulen zou zijn. Domitianus zou in het Maasland kerken en opvanghuizen voor hulpbehoevenden hebben gesticht. Zo zou hij aan de voet van het kasteel van Chèvremont in Chaudfontaine een kapel toegewijd aan de heiligen Cosmas en Damianus gesticht hebben. Hij zou tevens geld hebben ingezameld om de gevolgen van een hongersnood te verzachten. De Luikse kroniekschrijver Jean d'Outremeuse verhaalde dat er elk jaar op zijn feestdag, op de 7e mei, wonderen gebeurden te Hoei, waarbij zelfs kinderen werden opgewekt, die waren verdronken in de Maas.

## Nalatenschap
De meeste herinneringen aan Domitianus bevinden zich in Hoei. Op het marktplein bevindt zich een 15e-eeuwse fontein, Li Bassengia genaamd, waarop Domitianus in brons is afgebeeld, met kelk en boek. In de Onze-Lieve-Vrouwekerk in Hoei bevindt zich het enigszins gehavende reliekschrijn van de heilige, waarschijnlijk in de 12e eeuw vervaardigd door Godfried van Hoei. In de Sint-Servaasbasiliek in Maastricht bevindt zich een vingerreliek van de heilige.
In Werm (Belgisch-Limburg) is de parochiekerk naar Domitianus van Hoei genoemd. Het Onze-Lieve-Vrouwekapittel te Hoei bezat hier ooit de tiendrechten.

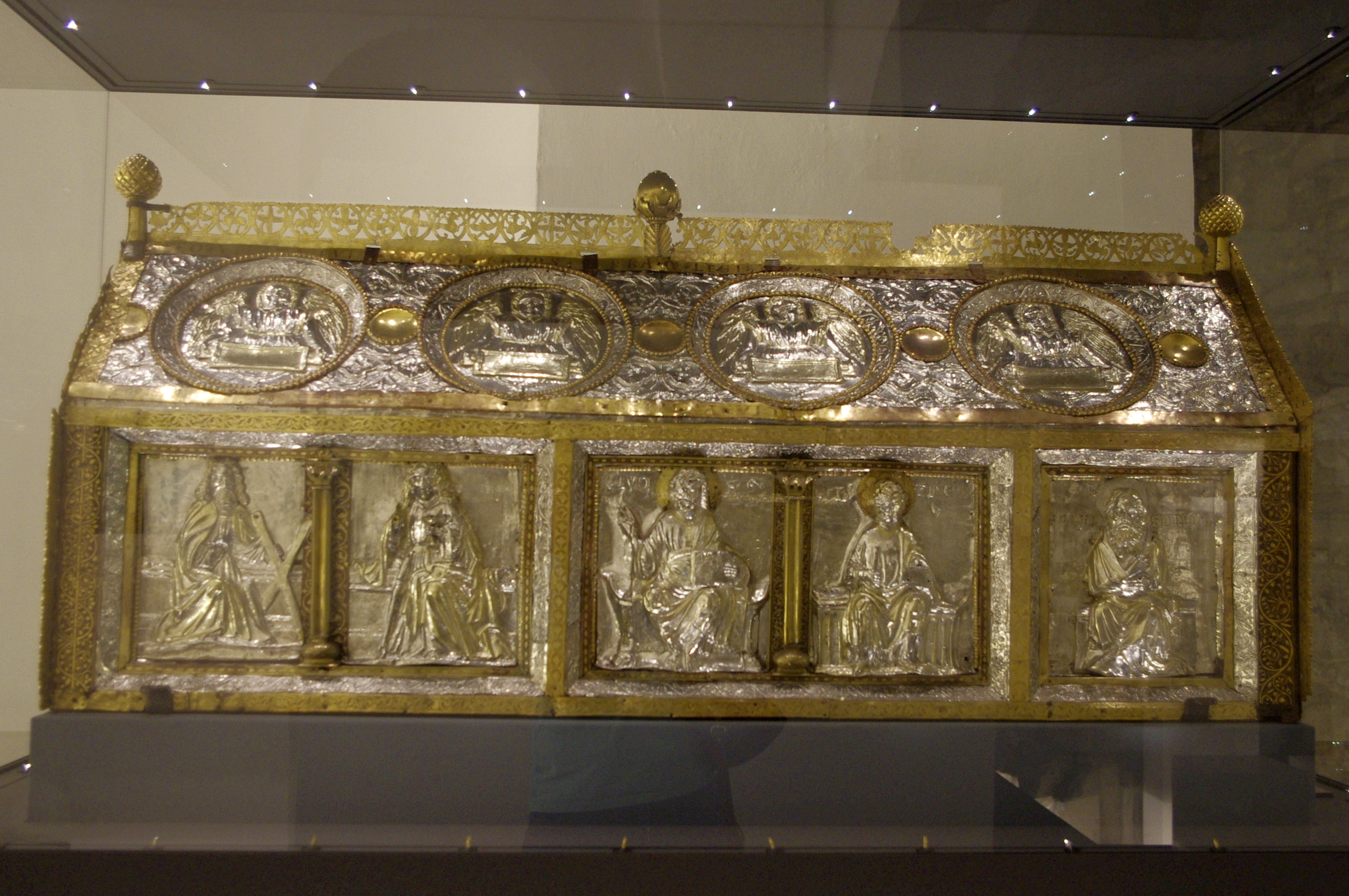
Domitianusschrijn, Hoei
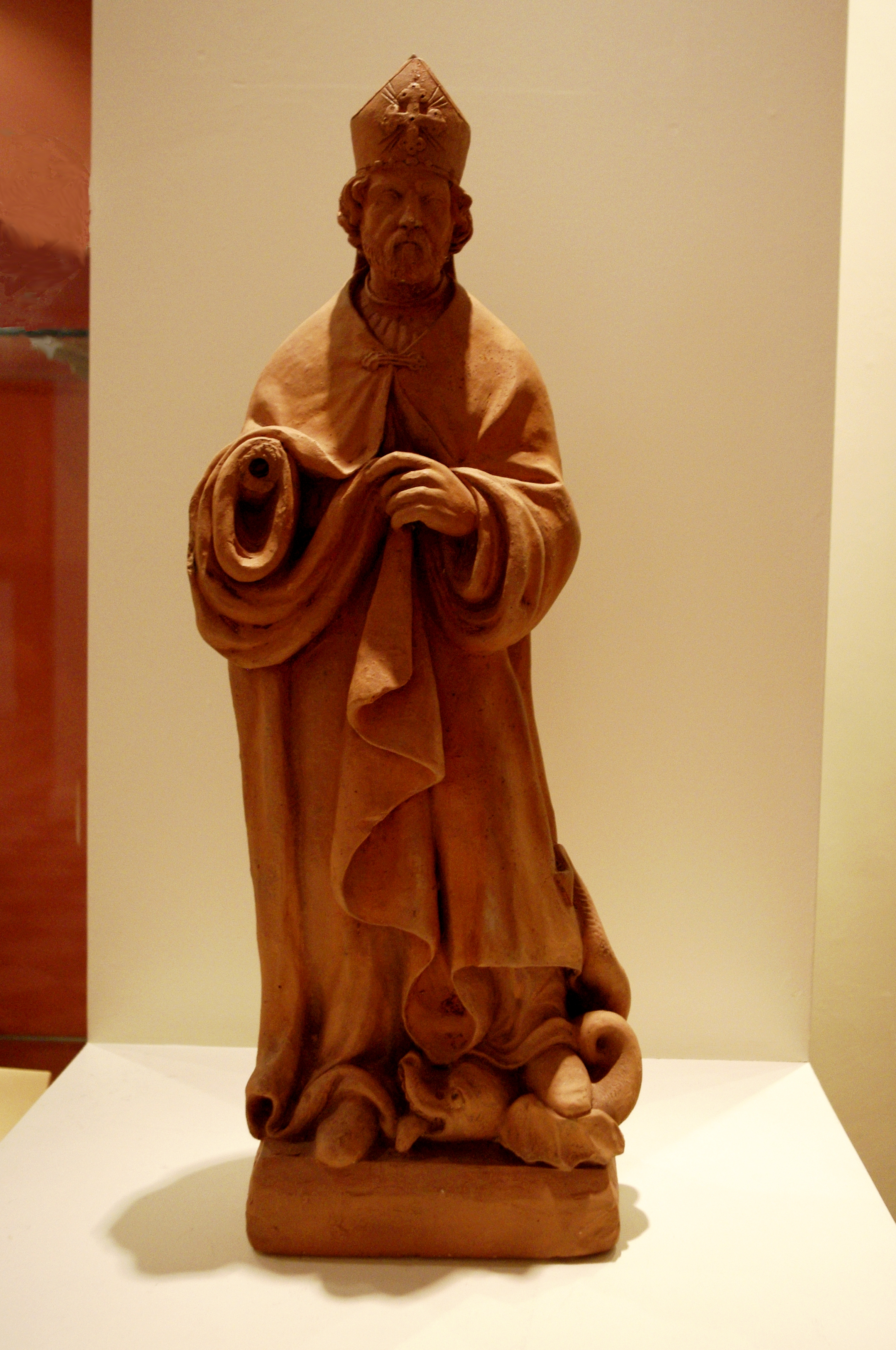
Beeldje in Museum Geedts, Hoei
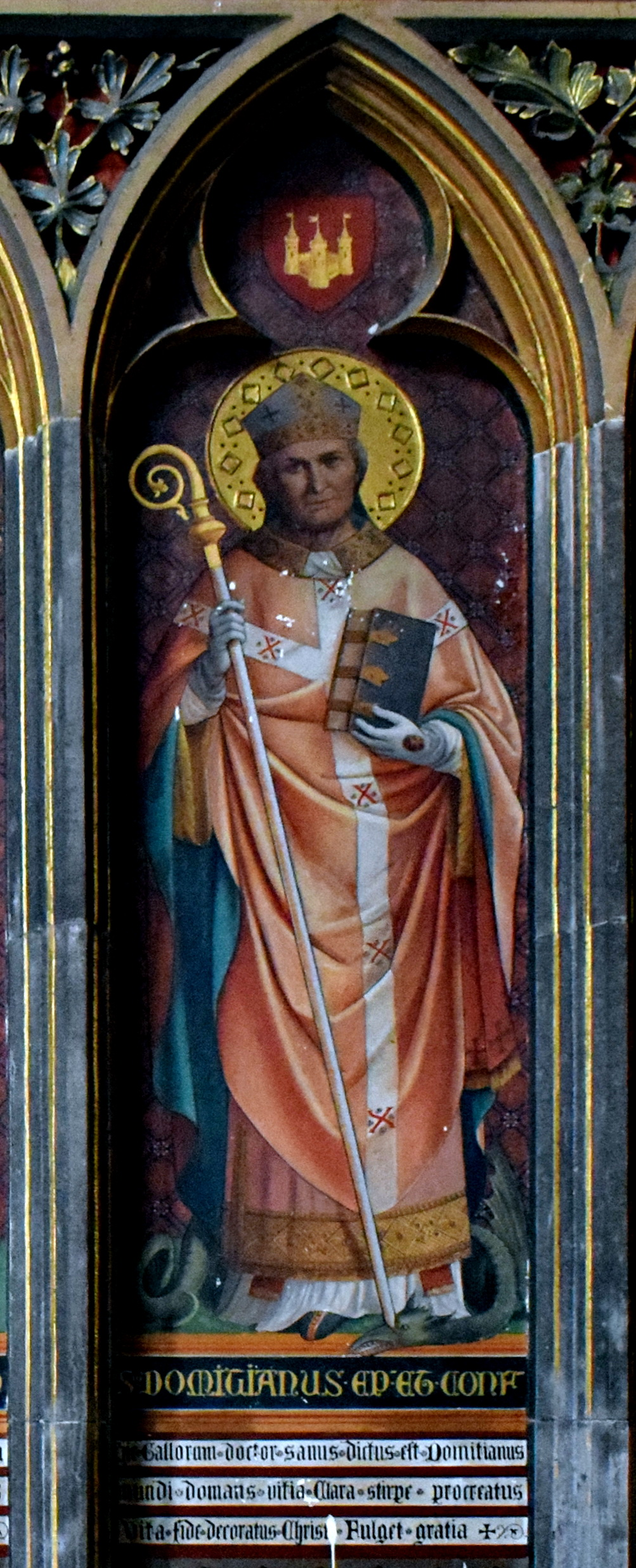
Schildering in Sint-Pauluskathedraal, Luik
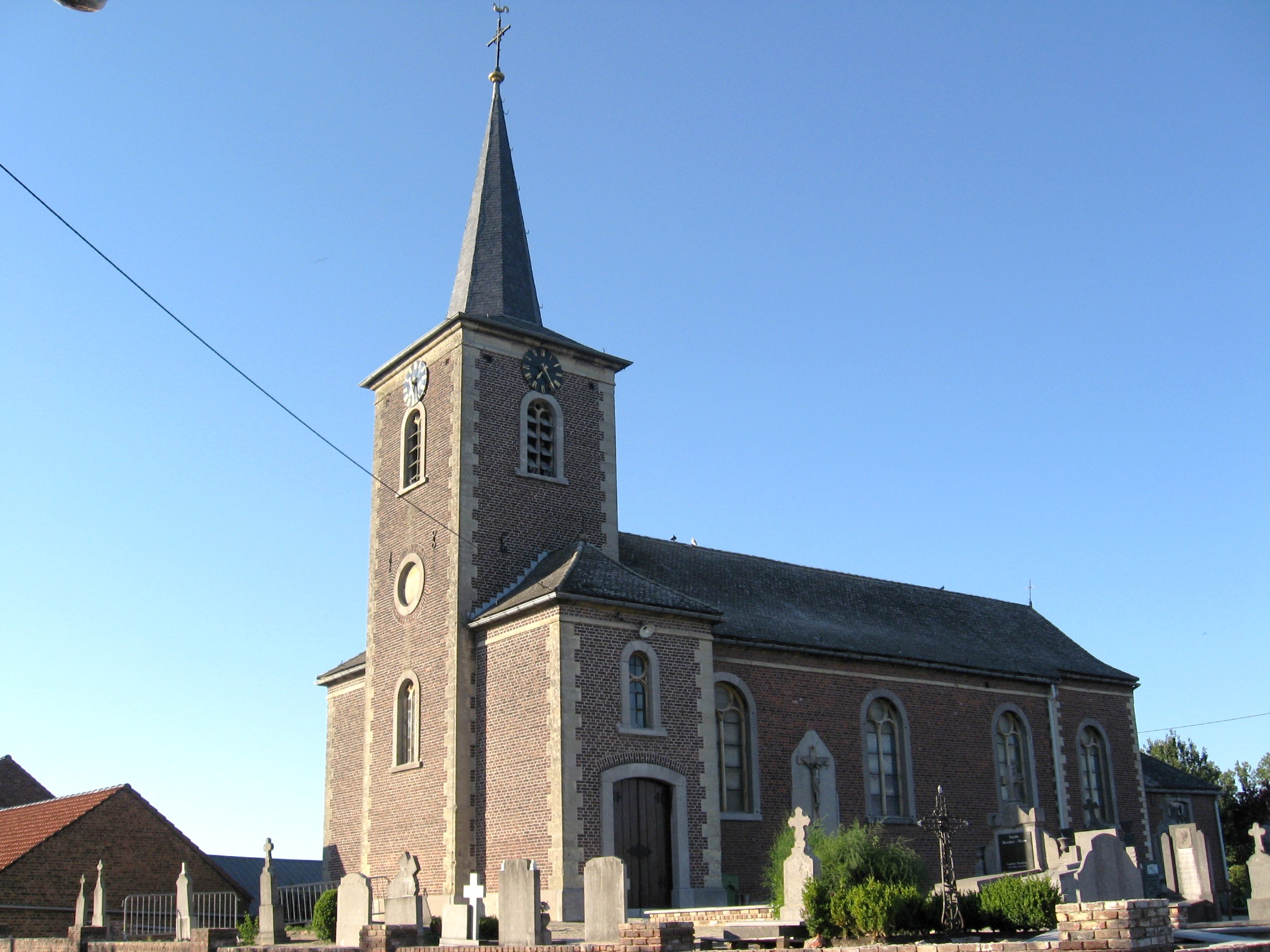
Sint-Domitianuskerk, Werm